# 舊沃多拉哈
49°47′24″N 35°50′3″E / 49.79000°N 35.83417°E
舊沃多拉哈（烏克蘭語：Стара Водолага）是位於烏克蘭東部的村莊，由哈爾科夫州哈爾科夫區的新沃多拉哈市鎮負責管轄。該村始建於1676年，面積1.19平方公里，海拔高度107米，2001年人口515，人口密度每平方公里434.2人。